# NGC 1835
NGC 1835 är en klotformig stjärnhop i Stora magellanska molnet i stjärnbilden Svärdfisken. Den tillhör de rikaste klotformiga stjärnhoparna i Stora magellanska molnet och innehåller 84 RR Lyraestjärnor. Den upptäcktes av James Dunlop år 1826. 